# Monastère de Moldovița
Le monastère de Moldovița est situé dans la commune de Vatra Moldoviței en Bucovine, dans la région de Moldavie en Roumanie. 
Depuis 1993, l'église du monastère, l'église de l'Annonciation, est inscrite au patrimoine mondial de l'UNESCO sous la dénomination collective  d'églises de Moldavie, avec les églises d'Arbore, Humor, Pătrăuți, Probota, Suceava, Voroneț et Sucevița pour leurs peintures murales extérieures et intérieures de style byzantin.

## Histoire
Des légendes locales racontent qu'une église en bois avait été construite à cet emplacement au XIVe siècle par des ermites vivant dans les bois environnants. Des sources documentaires indiquent pour leur part qu'il existait une église en pierre pendant le règne d'Alexandre Ier de Moldavie (1400-1432). À la fin du XVe siècle, un glissement de terrain a détruit en grande partie cette église, dont les ruines se trouvent toujours à proximité du monastère actuel. 
Celui-ci a été construit en 1532 par le voïvode Petru Rareş. Les fresques murales intérieures et extérieures sont peintes en 1537. 
En 1612, le métropolite Efrem restaure l'enceinte fortifiée et fait construire une résidence voïvodale (clisiarnița) sur le côté Nord-Ouest. On y trouve aujourd'hui le musée du monastère.
Le monastère est toujours habité par des religieuses de nos jours.

## Architecture

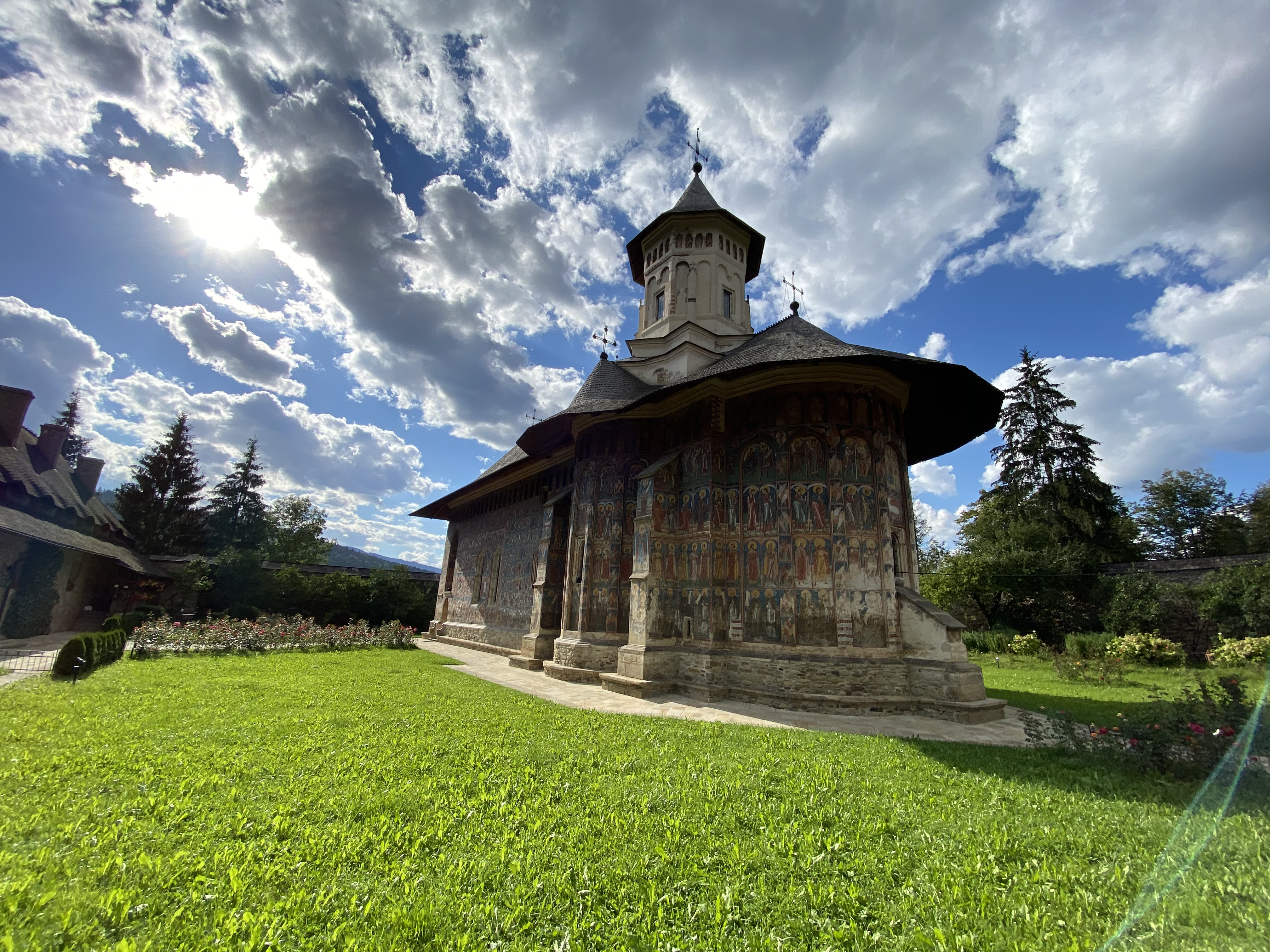
L'arrière du monastère. Août 2020.

Le monastère possède encore aujourd'hui l'ensemble de ses éléments d'origine : l'église, les cellules des religieuses et la maison princière. D'épais murs d'enceinte de six mètres de haut et des tours de défense protègent l'ensemble monastique .

### Fresques de l'église

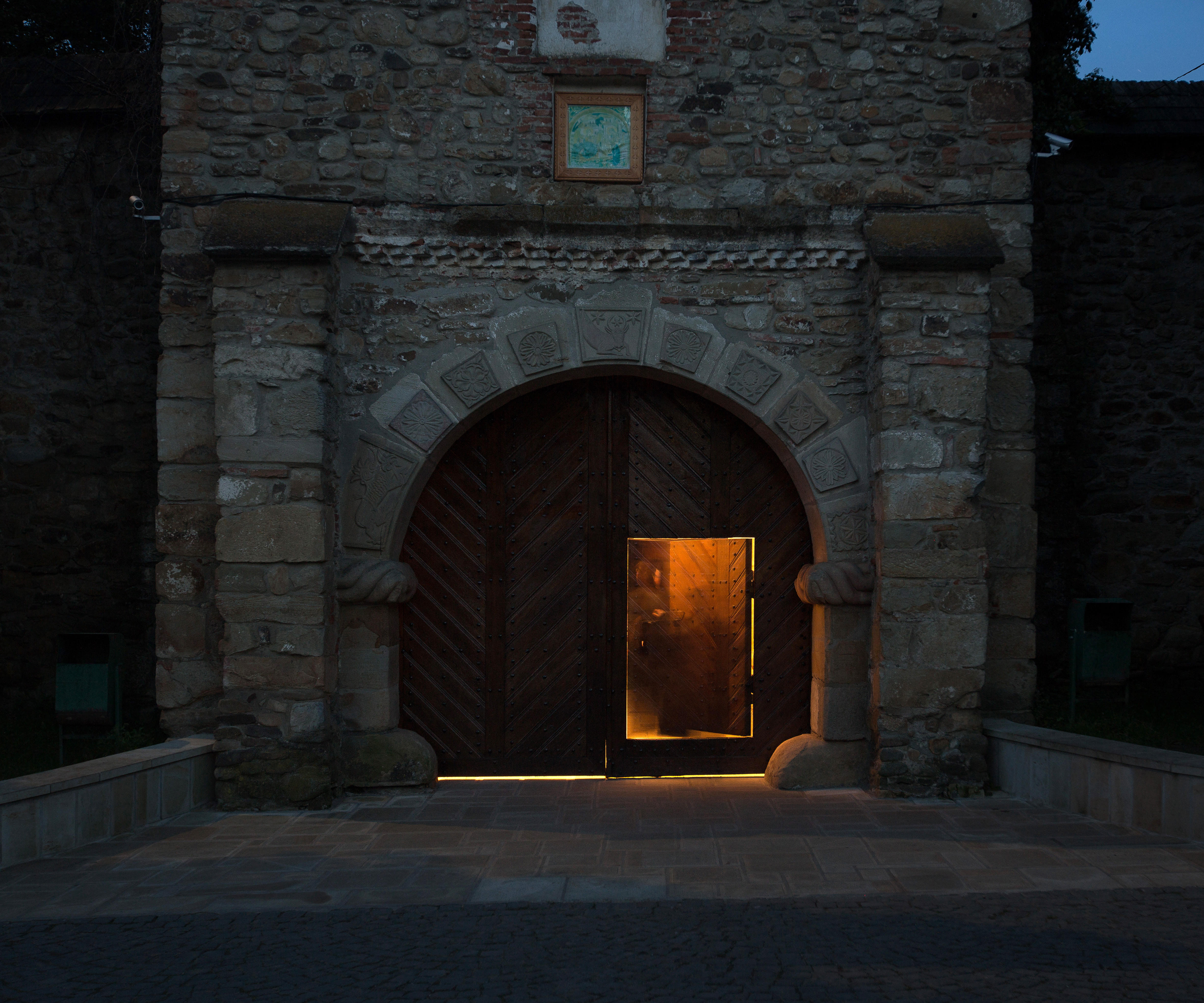
Porte de la tour d'entrée du monastère de Moldovița. Photographie d'Oliver Mark, collections du musée de Bucovine, 2018.

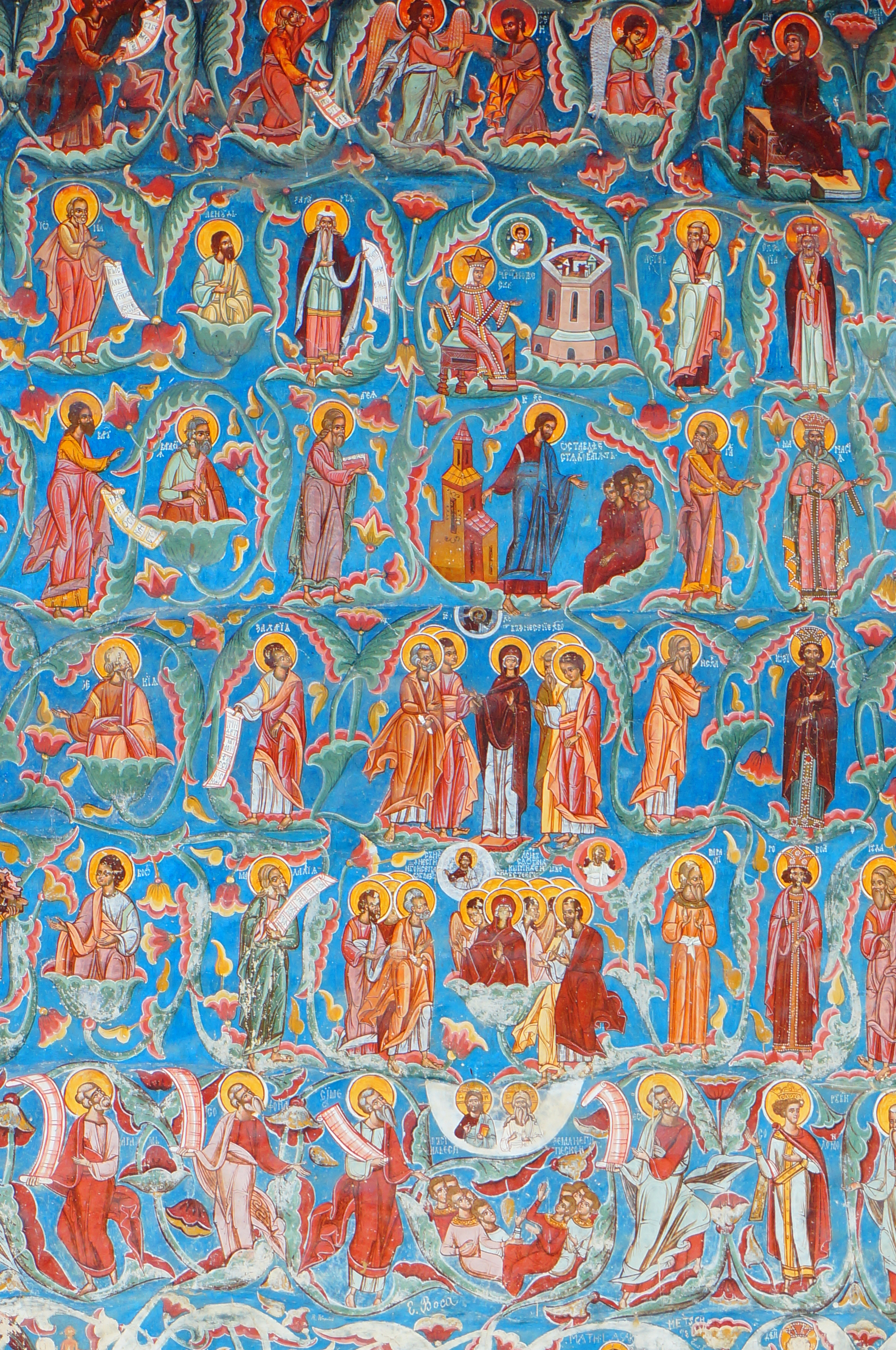
Arbre de Jessé de l'église de l'Annonciation (fresque extérieure).

Comme les autres monastères peints de Bucovine construits par Petru Rareș, le monastère de Moldovița présente des fresques extérieures et intérieures  considérées comme originales et inventives pour l'époque. Elles furent réalisées par Toma de Suceava en 1537 dans des tons ocre, rouge, jaune et bleu. Ses peintures extérieures sont particulièrement bien conservées.
La façade sud offre deux compositions principales : un arbre de Jessé, qui illustre la généalogie de Jésus Christ, encadré par les patriarches des douze tribus d'Israël, et par un groupe d'historiens et philosophes antiques : Thucydide, Homère, Aristote, Platon, Socrate, Plutarque, entre autres. Cette « frise des philosophes » est un thème que l'on retrouve sur d'autres églises peintes de la région, par exemple à Voroneț. D'autre part, l'Hymne Acathiste à la Mère de Dieu illustre en 24 scènes les 24 strophes de l'Hymne. Au-dessous, on trouve une scène représentant Le Siège de Constantinople, qui est un hommage à l'événement historique ayant eu lieu en 1453, mais aussi une allégorie de la résistance des Moldaves contre les Ottomans.